# Pseudolabrus luculentus
Pseudolabrus luculentus är en fiskart som först beskrevs av Richardson, 1848.  Pseudolabrus luculentus ingår i släktet Pseudolabrus och familjen läppfiskar. IUCN kategoriserar arten globalt som livskraftig. Inga underarter finns listade i Catalogue of Life.